# Proculejus nudicostis
Proculejus nudicostis is een keversoort uit de familie Passalidae. De wetenschappelijke naam van de soort is voor het eerst geldig gepubliceerd in 1889 door Bates.